# МЖК (Находка)

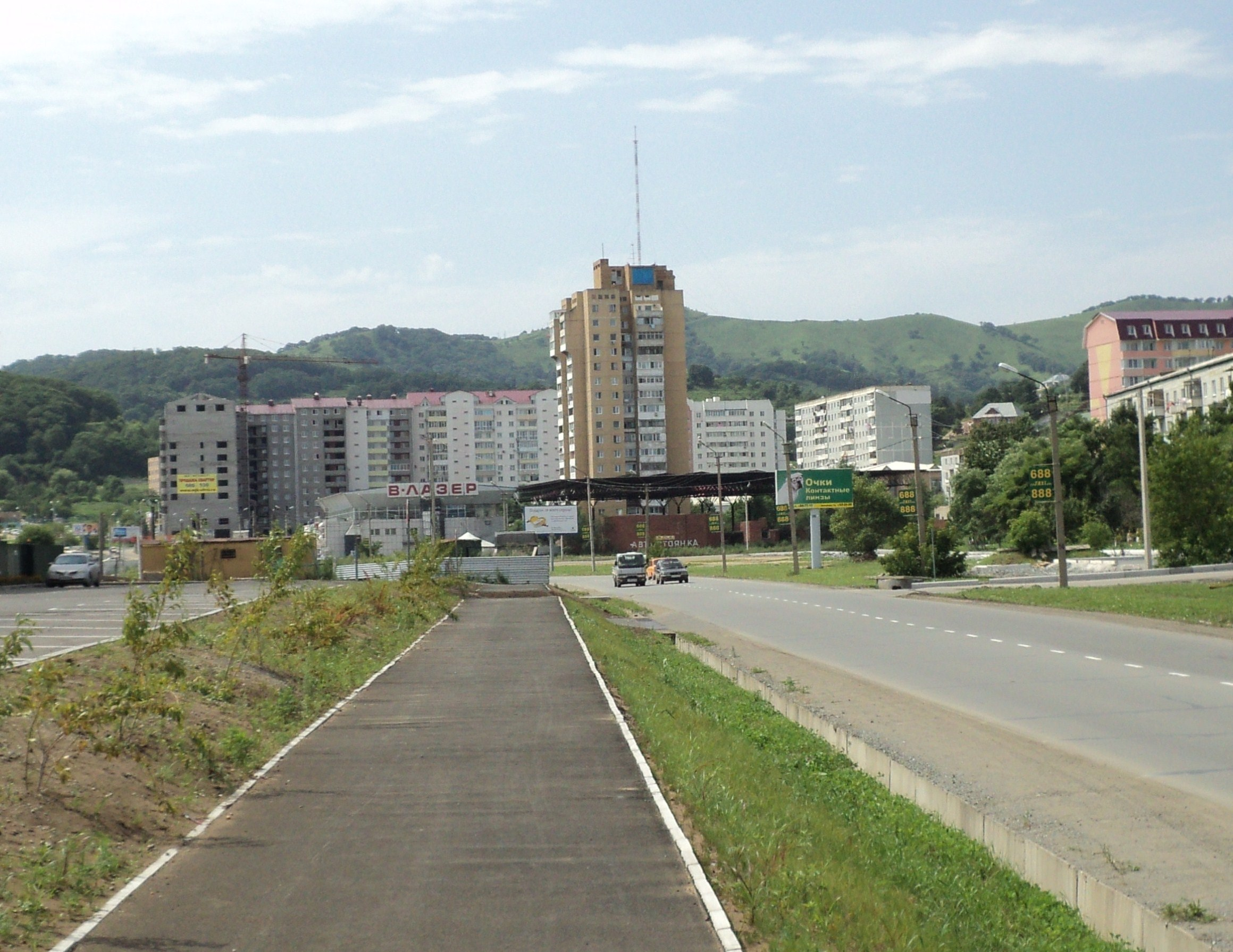
Вид на МЖК с проспекта Мира

МЖК — жилой район на севере города Находки. Основан в 1985 году бойцами первого на Дальнем Востоке молодёжного жилого комплекса, строительство которого было объявлено всесоюзной ударной комсомольской стройкой. Население (2011 год) — 4,5 тысячи человек. Считается наиболее активно застраиваемым районом города. Объединяет бульвар Энтузиастов и начало Северного проспекта.

## История
Появление нового микрорайона города связано с созданием в феврале 1985 года первого на Дальнем Востоке МЖК в Находке. Основателем и идейным вдохновителем движения выступил ведущий архитектор Находкинского филиала института «Приморгражданпроект» Виктор Хо́дырев. Предложение молодого архитектора было поддержано Виктором Гнездиловым, на тот момент исполнявшим обязанности председателя исполнительного комитета Находкинского городского Совета народных депутатов, который подписал постановление горисполкома о создании молодёжного жилого комплекса в городе Находке, придумав название улицы будущего микрорайона — бульвар Энтузиастов. Ходырев выбрал болотистый пустырь в районе озера Солёного и возглавил штаб МЖК. Проект жилой застройки на 1,5 тысячи квартир, разработанный Ходыревым в 1984 году, был удостоен золотой медали на ВДНХ. Единым заказчиком стал «Минвостокстрой». Летом 1985 года состоялось торжественное открытие всесоюзной ударной комсомольской стройки, официально зарегистрированной ЦК ВЛКСМ. В этот день был символически заложен первый камень в форме комсомольского значка, привезённый из карьера под портом Восточный. Началось строительство первых двух 5-этажных домов на 120 квартир каждый. Панели для домов производились находкинским заводом панельного домостроения. Сначала бригады строителей формировались находкинцами, позднее к ним присоединились более 800 парней и девушек, приехавших из разных регионов СССР. Участие в стройке приняли работники строительного треста КПД-2 под руководством Сергея Дудника, Торгового, Рыбного портов, БАМРа, НСРЗ. Право присоединиться к движению работники предприятий получали по результатам производственных соревнований, в которых участвовало более 10 тысяч человек. Для этого оценивались профессионализм работника на предприятии, участие в субботниках и других мероприятиях на производстве. Распределение квартир по этажам также осуществлялось по результатам оценки труда. В 22-х стройотрядах трудилось более 1,5 тысяч человек. Ежегодно в строй сдавалось по одному дому. К концу 1986 года создана инженерная инфраструктура. В июле 1987 года сданы первые два дома. Одновременно строились поликлиника, детский сад, оздоровительный центр, дворовые площадки. Опыт строительства находкинского МЖК применялся во Владивостоке, Уссурийске, Дальнегорске. При переходе к рыночной экономике в 1993 году МЖК столкнулся с отсутствием финансирования, и после сдачи последнего 10-этажного панельного дома в 1993 году стройка была заморожена. Проект был реализован на треть, построено несколько домов. Рабочими находкинского МЖК были возведены также родильный дом, центральная котельная, школа, промышленные объекты города и края. В 1999 году при финансовой поддержке краевой администрации были сданы в эксплуатацию 16 квартир, доставшиеся строителям МЖК начала 1990-х гг. Дальнейшему развитию района положило начало возведения в 2002 году по краевой программе «Квартира молодой семье» 10-этажного панельного дома 83-й модернизированной серии в утеплённом варианте.
В 2004 году открыта детская поликлиника, длительное время ожидавшая сдачи в эксплуатацию. В конце 1990-х — начале 2000-х проходило строительство трёх 16-этажных монолитных домов, последний из которых был сдан в эксплуатацию в декабре 2002 года. Документы, связанные со строительством молодёжного комплекса, находятся на хранении в городском архиве Находки. В 2010 году в архивном учреждении прошла публичная выставка материалов, приуроченная к 25-летию МЖК.

## Местоположение и инфраструктура
Микрорайон расположен вблизи озера Солёного и частного сектора Пади Ободной. По периферии проходит Объездная дорога и проспект Мира. На территории района функционируют детская поликлиника, гипермаркет «В-Лазер», отделение «Далькомбанка», аптечный пункт, фитнес-клуб, спортзал, кафе с бильярдом, парикмахерская, несколько продуктовых магазинов, магазин промышленных товаров. Имеется открытая автомобильная стоянка. Вблизи микрорайона находится православный храм Рождества Христова. В 2010 году планируется открыть детский сад на 100 мест в здании бывшей гимназии.
Управляющие компании, обслуживающие дома: «МегаДом», «Сантехсервис», «Спектр». В некоторых домах действуют ТСЖ.
Ближайшие автобусные остановки: «МЖК» и «Церковь». Автобусный маршрут № 9 открыт в 1997 году по просьбам жителей микрорайона, связывает МЖК с Центром и Южным микрорайоном. С 2005 года курсируют маршруты № 23 МЖК — КПД-80, № 14 Пограничная — Северный проспект.

## Развитие микрорайона
С начала 2000-х гг. в микрорайоне ведётся активное высотное строительство, в основном с применением технологии монолитного каркаса. Одну из строительный организаций в микрорайоне возглавляет основатель МЖК — Виктор Ходырев, в 2010 году удостоенный Почётной грамоты Министерства регионального развития «за многолетний добросовестный труд и успешное выполнение производственных заданий».
В 2011 году заложен 16-этажный дом на 84 квартиры. По окончании его строительства в третьем квартале 2013 года планируется перейти к застройке северной части микрорайона, дополнительный потенциал которой оценивается в 50 тыс. м² жилья (10 многоэтажных домов). Медленные темпы зайстройки микрорайона обусловлены низким покупательным спросом в городе.
Район отличается развитой системой инженерных коммуникаций, снижающей сроки возводения жилья. Цены на вторичном рынке жилья в микрорайоне считаются высокими в городе. МЖК — самый молодой микрорайон Находки.